# Columba malherbii
Columba malherbii là một loài chim trong họ Columbidae.